# توچوهورن
توچوهورن (به لاتین: Tochuhorn) یک کوه در سوئیس است که در کانتون وله واقع شده‌است. توچوهورن ۲٬۶۶۱ متر بالاتر از سطح دریا واقع شده‌است.